# Amina Tyler
Amina Tyler (em árabe: أمينة تايلر; nascida em 7 de dezembro de 1994, como Amina Sboui, أمينة السبوعي) é uma estudante tunisiana, ativista pelos direitos das mulheres e ex-integrante do grupo feminista Femen.

## Biografia

### Foto nua "Meu corpo é meu"
Em 11 de março de 2013, Amina Tyler foi a primeira mulher tunisiana a postar uma foto sua nua da cintura para cima no Facebook, com a frase "Meu corpo é meu e não a fonte da honra de ninguém", em árabe. A foto foi vista como escandalosa e gerou fortes controvérsias na sociedade tunisiana, comparáveis aos autorretratos nus da egípcia Aliaa Magda Elmahdy dois anos antes. Em 16 de março, o popular apresentador de talk shows Naoufel Ouertani a convidou para seu programa no Ettounsiya, onde ela apareceu disfarçada por pixelização. Ela explicou que não era por motivos sexuais que aparecia de topless, mas para chamar a atenção para as demandas pela libertação das mulheres em uma sociedade patriarcal.
Imam Adel Almi emitiu uma fátua para que ela fosse punida com 100 chicotadas e apedrejada até a morte.

### Prisão
Em 19 de maio de 2013, ela pintou o nome "FEMEN" na parede de um cemitério, em Cairuão, na Tunísia, para protestar contra o congresso anual do partido salafista Ansar al-Sharia, partido político ortodoxo e ultraconservador do islamismo. Ela foi levada para a prisão de Messaadine, em Susa, na Tunísia. Ela enfrentou 1 ano ou menos de prisão.
O pai de Amina Tyler, o médico Mounir Sbouï, disse em entrevista ao jornal francês Libération que sua filha cometeu um erro, mas não cometeu um crime. O militante de longa data e militante do Socialista Fórum Democrático para o Trabalho e as Liberdades, que só deixou o partido depois de este ter aderido ao governo da Troika, disse sentir-se até orgulhoso da filha que "defendeu as suas ideias" e que também o levou a reconciliar-se com seus próprios valores, fazendo-o entender que é preciso ser ativo.
Seguiram-se protestos internacionais pela sua libertação da prisão. Em 29 de maio de 2013, três membros do FEMEN fizeram um protesto de topless em frente ao tribunal de Tunes, capital da Tunísia, para exigir sua libertação enquanto gritavam "Liberte Amina!" e "Uma primavera feminina está chegando!" (uma referência à Primavera Árabe). Em 12 de junho de 2013, um juiz tunisiano condenou duas francesas e uma alemã do FEMEN a quatro meses e um dia de prisão por atentado ao pudor enquanto protestavam pela libertação de Amina Tyler. As manifestantes Pauline Hillier, Marguerite Stern e Josephine Markmann foram libertadas em 26 de junho de 2013, depois que um tribunal da Tunísia suspendeu sua sentença de prisão.
Amina Tyler foi absolvida por desacato e difamação em 29 de julho de 2013, mas permaneceu presa enquanto aguardava julgamento por uma acusação separada de profanar um cemitério.

### Ativismo posterior
O FEMEN realizou protestos em frente à embaixada da Tunísia em Paris, onde entoaram 'Amina akbar! FEMEN akbar!' (referindo-se ao Takbir, que significa "louvor, exaltação, glorificação, magnificação, celebração".) e em frente à Grande Mesquita de Paris, queimando uma bandeira Tawhid. Após a libertação em agosto de 2013, Amina Tyler declarou que estava deixando o grupo em protesto, acrescentando que achava que as ações do FEMEN em Paris eram desrespeitosas com 'a religião dos outros' e porque via falta de transparência financeira na organização. Inna Shevchenko reagiu surpresa: "É graças a esta campanha que Amina está fora da prisão."
Em 2013, Amina Tyler mudou-se para Paris, na França, onde concluiu o ensino médio e foi co-autora de uma auto-biografia, publicada em fevereiro de 2014,
Em 2015, ela foi listada como uma das 100 mulheres da BBC.